# Mata de Cuéllar
Mata de Cuéllar è un comune spagnolo di 327 abitanti situato nella comunità autonoma di Castiglia e León.